# Płyta HDF
Płyta HDF lub płyta pilśniowa twarda (ang. high-density fibreboard) – płyta z włókien drzewnych (płyta pilśniowa), charakteryzująca się dużą twardością i podwyższoną gęstością w stosunku do innych płyt tego typu. Gęstość płyt HDF wynosi ponad 900 kg/m³.
Płyty HDF są używane do produkcji paneli podłogowych ze względu na lepszą odporność na nacisk wynikającą z gęstości. W meblach mogą być używane jako elementy podtrzymujące mebli tapicerskich lub jako tylne ścianki szaf, a także jako elementy szuflad itp. Są także materiałem nośnym do powlekania laminatami, papierami żywiczymi i okleinami naturalnymi.